# Мирзаджамаллы
Мирзаджамаллы (азерб. Mirzəcamallı) — село в Физулинском районе Азербайджана, на реке Кондалан.

## История
Мирзаджамаллы до XVIII века называлось Туркман, в XIX веке — Терекема, после 1842 года — Мирзаджамаллы. Населённый пункт получил своё имя в честь Мирза Джамал-бек Мухаммедхан-бек оглу Джеваншира (1773—1853).
В 2021 г. проведена масштабная реконструкция взлётно-посадочной полосы и прилегающей зоны в статусе международного аэропорта при г. Физули (код AZ0011).

## Известные уроженцы
- Абдулла-бек Везиров — (1820—1888), прапорщик русской армии, азербайджанский военный и общественный деятель.
- Асад-бек Везир — (1824—1873), поэт.
- Самед-бек Везиров — (1853—1892), поэт.
- Везиров, Бахрам-бек — азербайджанский общественный и государственный деятель, член парламента Азербайджанской Демократической Республики (1918—1920), поэт.
- Исфандияр-бек Везиров — (1859—1920), поэт.
- Бахыш-бек Сабур — (1863—1931), поэт.